# Металлург (стадион, Выкса)
Центра́льный стадио́н «Металлу́рг» — стадион в Выксе, Россия. Построен в 1934 году. Был открыт 29 мая 1934 года. Является домашней ареной футбольного клуба «Металлург». Вместимость 7 000 зрителей.

## Адрес
607060, Нижегородская область, Выкса, Красная площадь д. 29.

## Транспорт
- Автобусы и маршрутное такси № 3, 7, 8 до остановки стадион «Арт-Овраг»